# Iglesia de Nanortalik
La iglesia de Nanortalik es una iglesia de madera, danesa y luterana en la ciudad de Nanortalik en el sur de Groenlandia, en el Ártico. La iglesia fue construida y consagrada en 1916, y actualmente es la única iglesia que sirve a la congregación de Nanortalik. La iglesia está situada en el antiguo barrio colonial de la ciudad. La iglesia se considera culturalmente significativa y ha gozado de un estatus protegido desde 2004. La ciudad de Nanortalik está evaluando la construcción de una iglesia adicional para la congregación, citando problemas con la iglesia actual como que es demasiado pequeña para las grandes festividades. Un hito- roca en Nanortalik llamado piedra Knud Rasmussen está situado justo al lado de la iglesia.